# Malvasia del Rosselló
El trobat o malvasia del Rosselló (en alguerès torbat), és una varietat de cep blanca relacionada amb la malvasia. El raïm és gros i de maduració tardana. El gra és rodó, de pell gruixuda i color daurat amb tonalitats rosades.
El vi de raïm trobat és un vi dolç natural de color daurat, de bona acidesa, apte per l'envelliment.
El nom ha passat com a manlleu al francès (tourbat), al sard (trobadu, torbat o turbàt) i a l'italià (torbato). És una varietat tradicional esmentada al segle xvi i que avui només es conrea al Rosselló i a l'Alguer. Va ser introduït a Sardenya, on també es coneix com a caninu, pels catalans i només es conrea als voltants de l'Alguer, on s'obté el vi blanc anomenat Alghero Torbato. Al Rosselló s'utilitza a totes les denominacions d'origen pel cupatge de vins blancs.